# 異端の夏
『異端の夏』(いたんのなつ) は、藤田宜永の小説、またそれを原作としたテレビドラマ。
学芸通信社の配信により『東京中日スポーツ』『中日スポーツ』に1998年10月5日～1999年7月7日まで連載されたのち、加筆訂正され2001年3月に講談社から書籍化された。

## あらすじ
7月下旬の西軽井沢で、12歳の室谷雄介が行方不明になった。事件の担当になったのはベテラン刑事の辰巳だが、室谷家の淀んだ雰囲気に戸惑った。妻康子にきつく当たる雄介の父親篤志。雄介を甘やかしがちな祖父陣蔵と、息子夫婦との溝。辰巳は康子の姿に子供を亡くしたのが原因で、仲が冷え切って別れた妻が回想され心が乱れる。二日間の捜査に進展はなく、室谷家からの強い要望で公開捜査に踏み切った。公開捜査から七日目に届いた身代金要求の手紙では東京での受け渡しが指定され、内容から室谷家の内情を知る者が有力となり便乗犯の線は薄れた。辰巳は陣蔵の長男で行方不明の昌義の足取りをたどるため、室谷家の本宅のある東京へ赴いた。
しかし複数の聞き込み先で、以前康子と思われる女性が昌義の行方を訊ねに来ていたと証言が得られる。昌義は見つかったが、都会の片隅で平穏に生きる凡庸な男で、事件との関係性は薄いと判断された。辰巳は康子に傾斜していくおのれの感情を抑えられぬまま、身代金受け渡しの日を迎えた。
混沌とした誘拐事件の果てに、老舗画廊一族の錯綜した人間関係のアラベスクが露わになっていく。

## 主な登場人物
- 辰巳幸輝　佐久東信署刑事
- 室谷陣蔵　老舗画廊会長
- 室谷昌義　陣蔵の長男、室谷画廊前社長
- 室谷篤志　陣蔵の次男、室谷画廊現社長
- 室谷康子　篤志の妻
- 室谷雄介　篤志の息子
- 須藤晴彦　陣蔵の運転手
- 中村聡　元陣蔵の別荘番
- 中村敬二郎　聡の次男
- 塚本孝江　東京にある室谷家の家政婦
- 塚本喜朗　孝江の息子
- 岩崎頼子　居酒屋を経営する辰巳の同級生の妹
- 畑千賀子　かつての事件関係者で辰巳の情人
- 甲田　辰巳と相棒の若手刑事
- 田村　佐久東信署刑事課課長

## 書籍
- 2001年3月 四六上製本 講談社
- 2004年3月 解説/山前譲 講談社文庫

## テレビドラマ
2003年1月22日にテレビ東京・BSジャパン共同制作「女と愛とミステリー」で放送された。
※出演者の渡辺謙と南果歩はこの作品の共演がきっかけで結婚した。

### キャスト
- 辰巳幸輝：渡辺謙
- 室谷康子：南果歩
- 室谷陣蔵：佐藤慶
- 室谷昌義：益岡徹
- 頼子：中村久美
- 元木：徳井優
- 室谷篤志：相島一之
- 真鍋刑事：藤田宗久
- 甲田誠：宮下直紀
- 久我敬二郎：斎藤歩
- 夕月薫：福沢美夕
- 玉置里見：西田薫
- 須田吾郎：益富信孝
- 塚本善郎：松田洋治
- 塚本孝枝：絵沢萠子
- 田村課長：大和田伸也
- 相田警視：津嘉山正種
- 伊藤昌一、住若博之、伊吹康太郎、野田よし子、安達直人、武子直輝 ほか

### スタッフ
- 監督：松原信吾
- 脚本：吉川次郎
- 選曲：合田豊
- 油絵協力：嚴 智現（オン ジヒョン）
- 技術協力：3one、神奈川メディアセンター
- プロデュース：小川治、矢島孝
- 統括プロデューサー：佐々木彰
- 製作：テレビ東京、BSジャパン、松竹